# Palazzo di Bianca Cappello

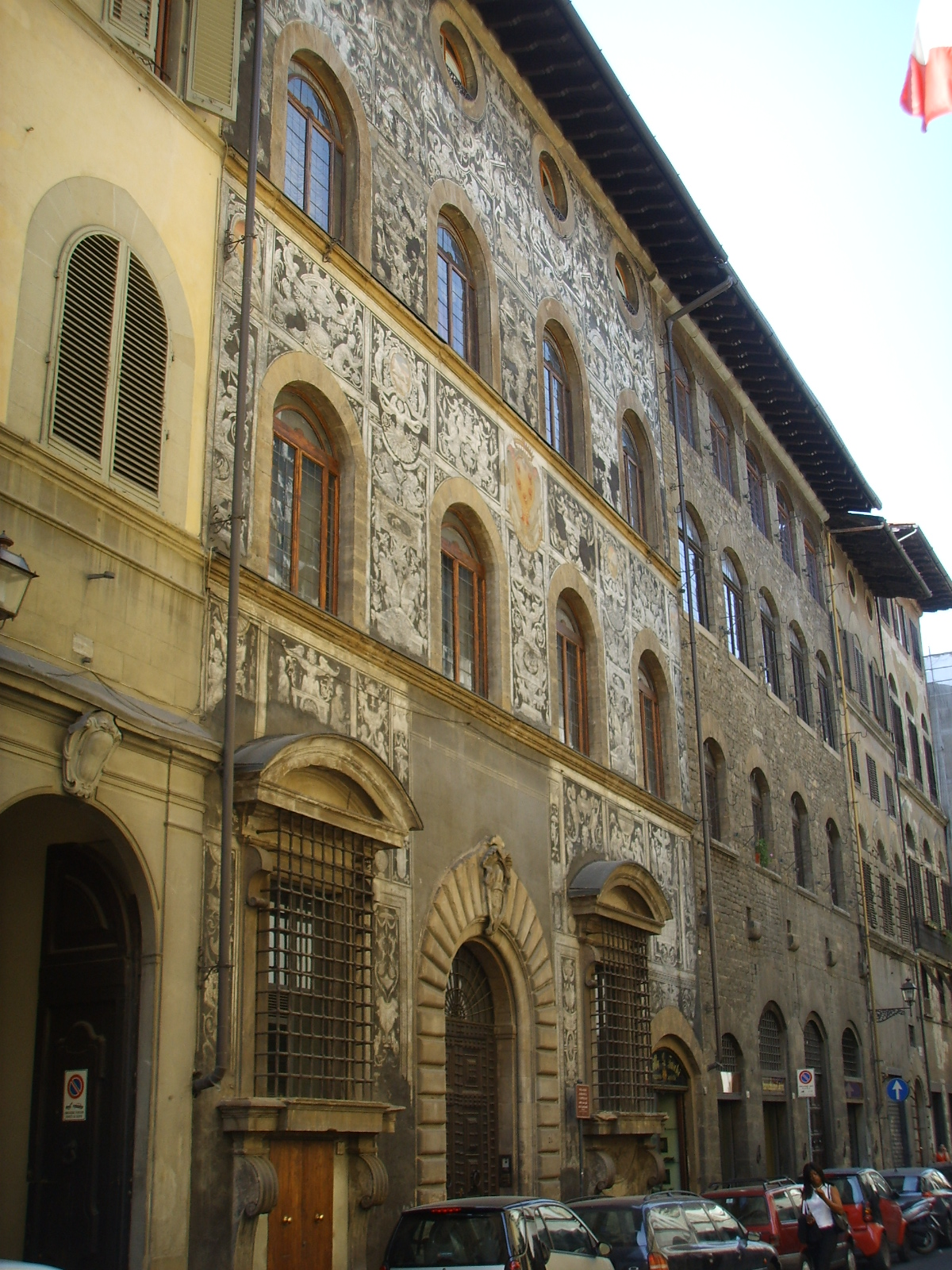
Fachada do Palazzo di Bianca Cappello.

O Palazzo di Bianca Cappello (em português:  Palácio de Bianca Cappello) é um palácio de Florença, originalmente da família Corbinelli, que se encontra no  nº 26 da Via Maggio, no bairro de Oltrarno.

## História

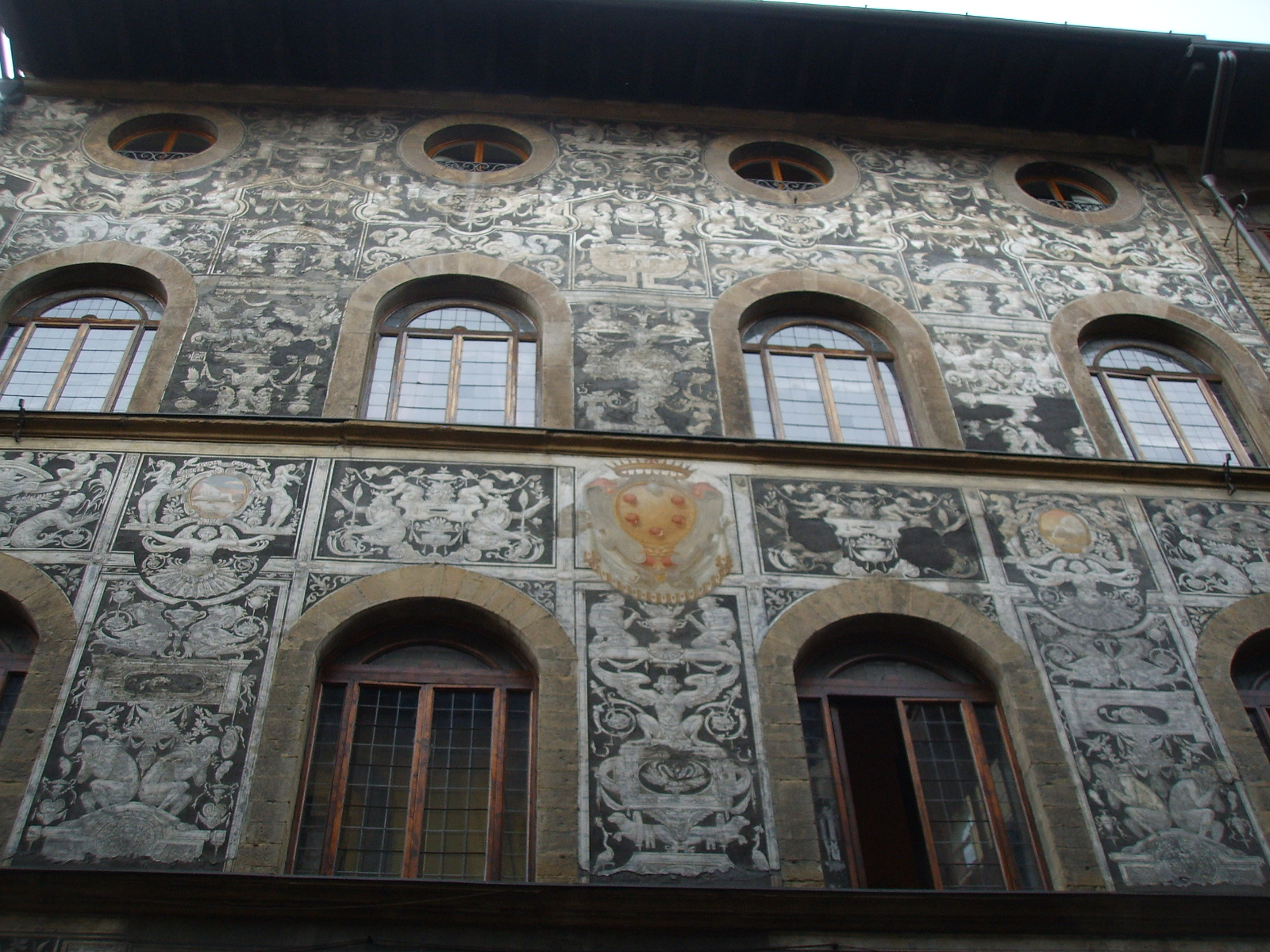
Detalhe dos grafitos da fachada.

O palácio foi construído a pedido de Francisco I de Médici, para a sua amante Bianca Cappello, sobre as bases dum antigo edifício do início do século XV. Deste modo, é famoso por ter servido de cenário a uma das mais comentadas histórias de amor do Renascimento, entre o grão-duque e a nobre dama veneziana pela qual o herdeiro da Família Médici estava loucamente enamorado apesar de já estar casado com Joana da Áustria. Contudo, os dois frequentavam-se, tendo Francisco, agora grão-duque, mandado construir o seu palácio a Bernardo Buontalenti (1570-1574) na posição mais próxima possível da residência grão-ducal do Palazzo Pitti, que se ergue apenas a um quarteirão de distância. Esta é a primeira obra seguramente documentada pelo arquitecto, o qual se tornou de seguida cenógrafo e artista da corte.
Com a morte prematura de Joana em 1578, os dois puderam finalmente casar-se no ano seguinte, mas o idílio foi perturbado pela relutância da família reinante em aceitar esta dama, tanto que existe mais do que um suspeito de ter provocado a morte dos dois na Villa Medicea di Poggio a Caiano, em 1587, com um intervalo de apenas um dia entre um falecimento e outro, talvez fruto dum enveneamento ordenado pelo Cardeal Fernando de Médici.
Entretanto, o palácio tinha sido cedido por Bianca, depois desta se ter tornado grã-duquesa, ao Hospital de Santa Maria Nuova, e só então ali foram pintados os célebres grotescos na fachada, obra feliz de Bernardino Poccetti (1579-1580), quando Bianca já residia permanentemente no Palazzo Pitti desde 1573.
Depois disso, o palácio foi cedido a Giovanni Riccardi, o qual o vendeu a Carlo Lasinio, professor da Academia de Desenho florentina. Actualmente pertence à Comuna de Florença, que o destinou a sede do arquivo e dos laboratórios de conservação e restauro dos livros do Gabinetto Vieusseux.

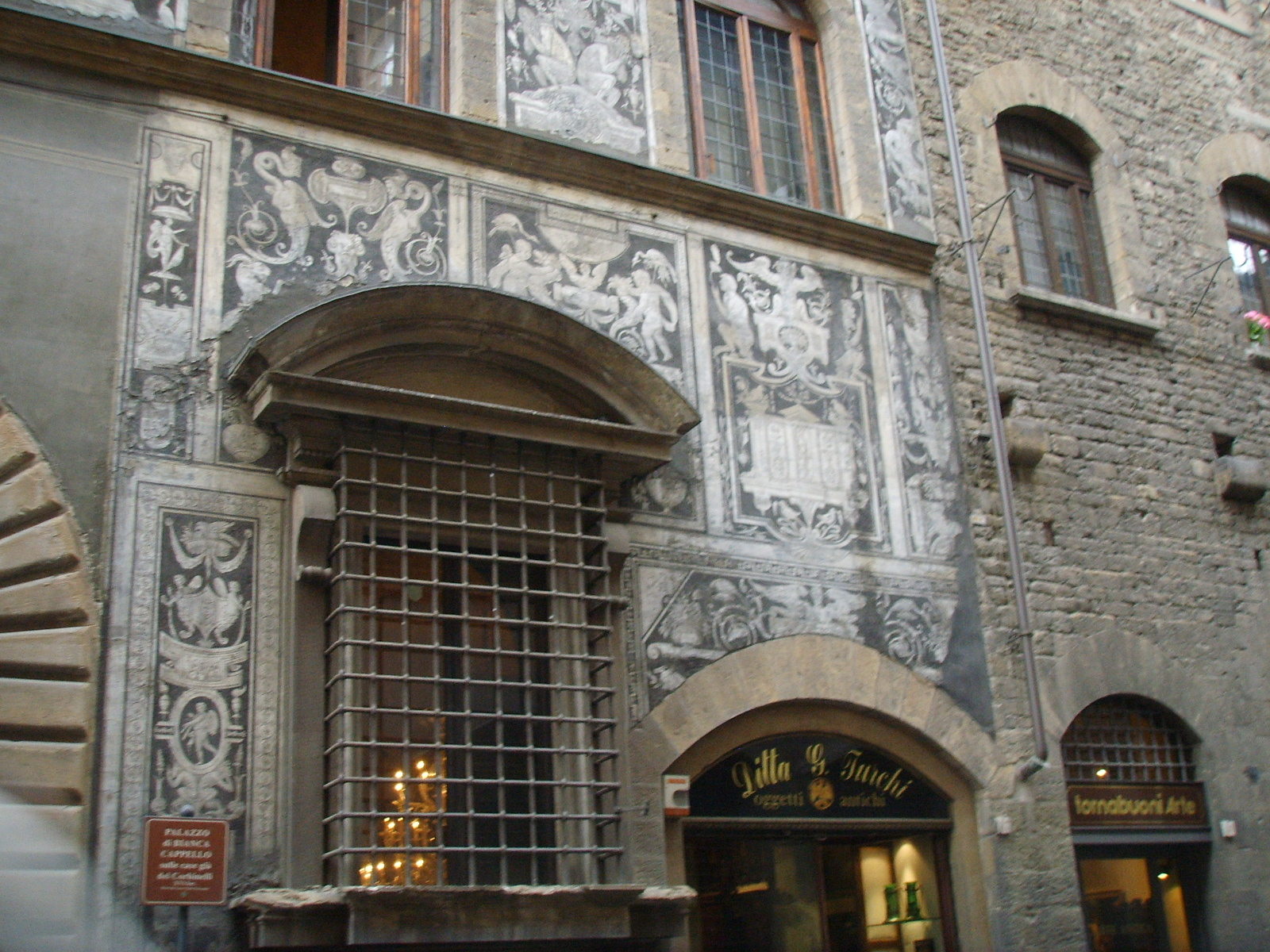
Detalhe dos grafitos
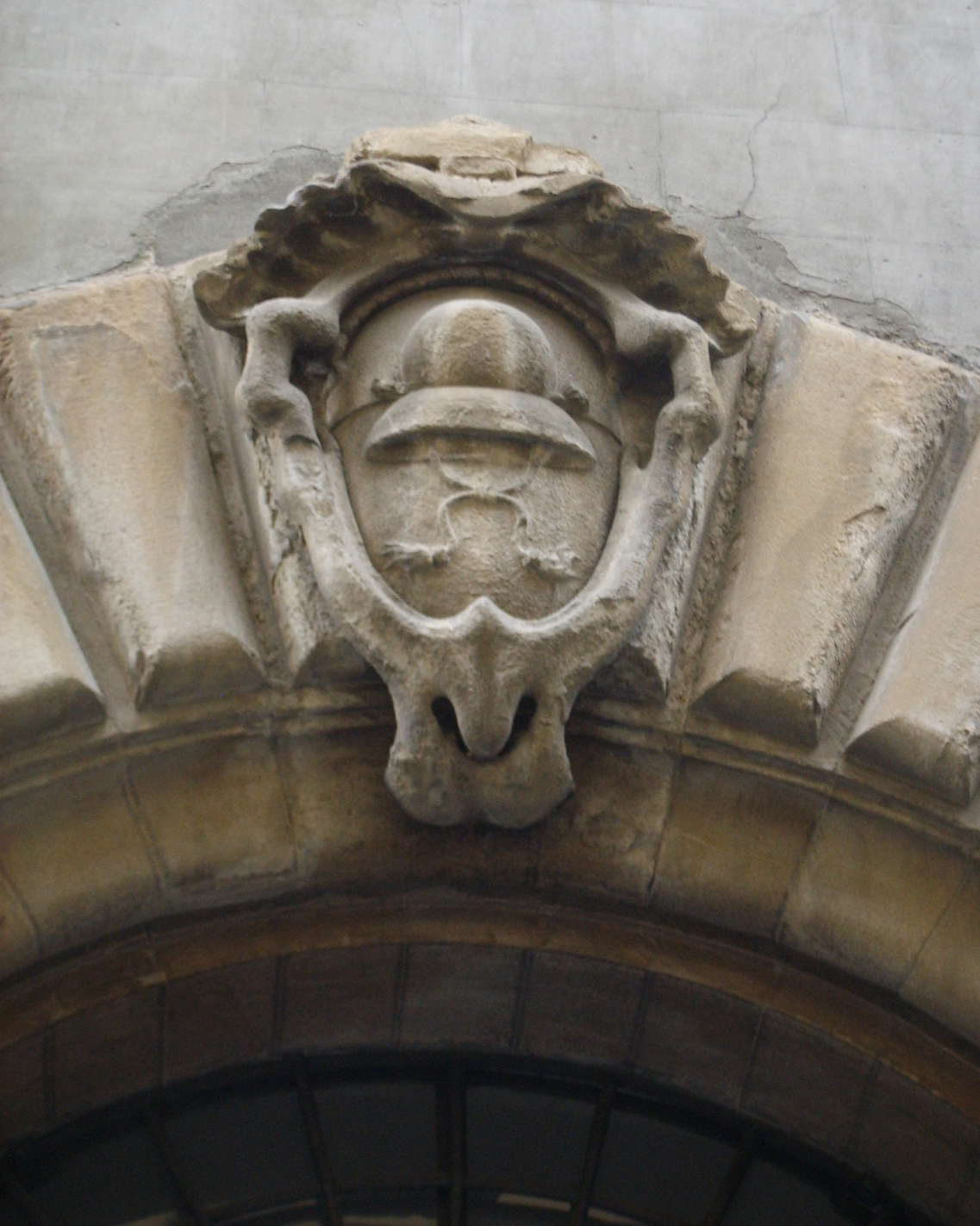
O brasão Cappello
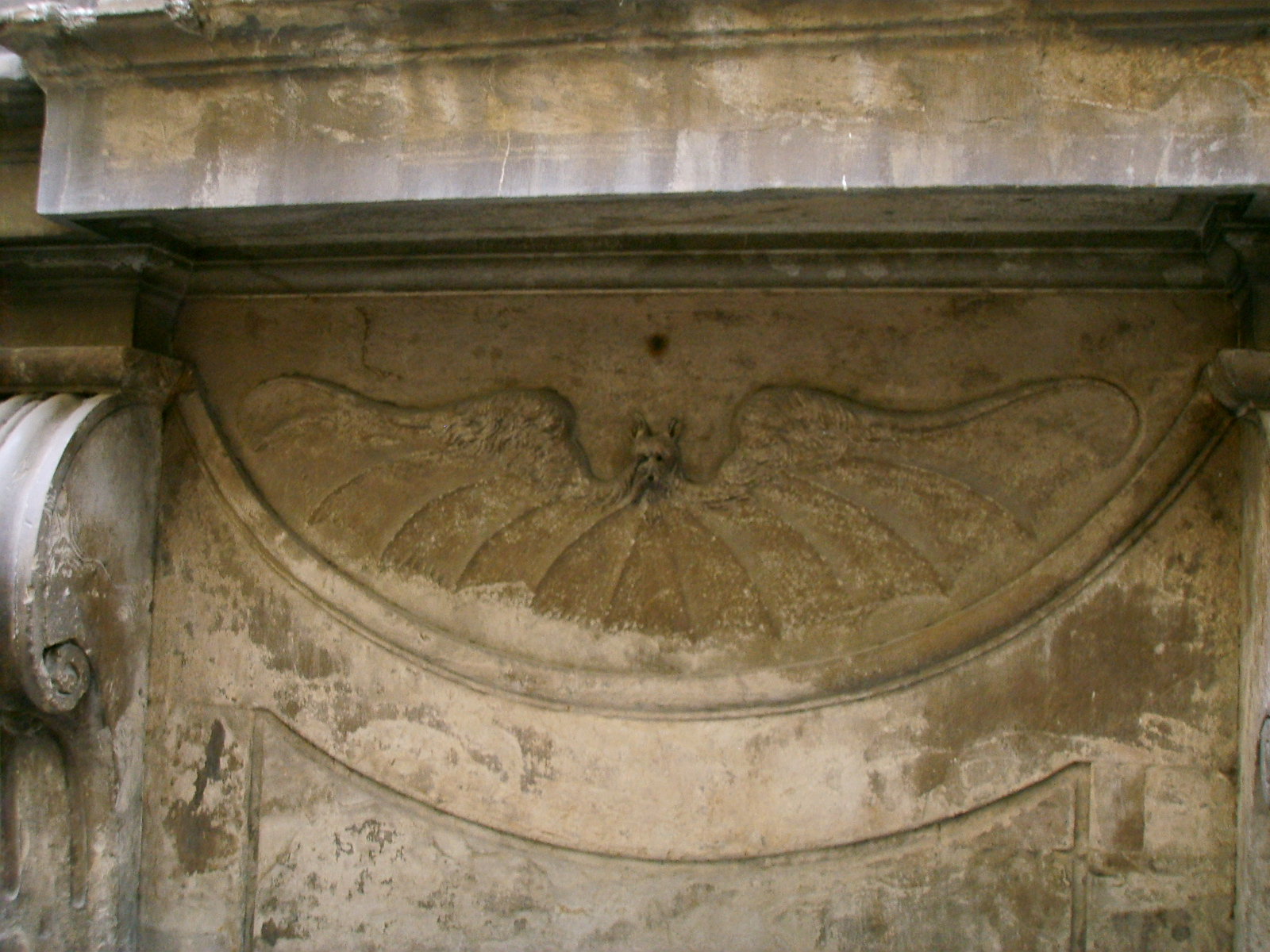
Detalhe arquitectónico em forma de morcego
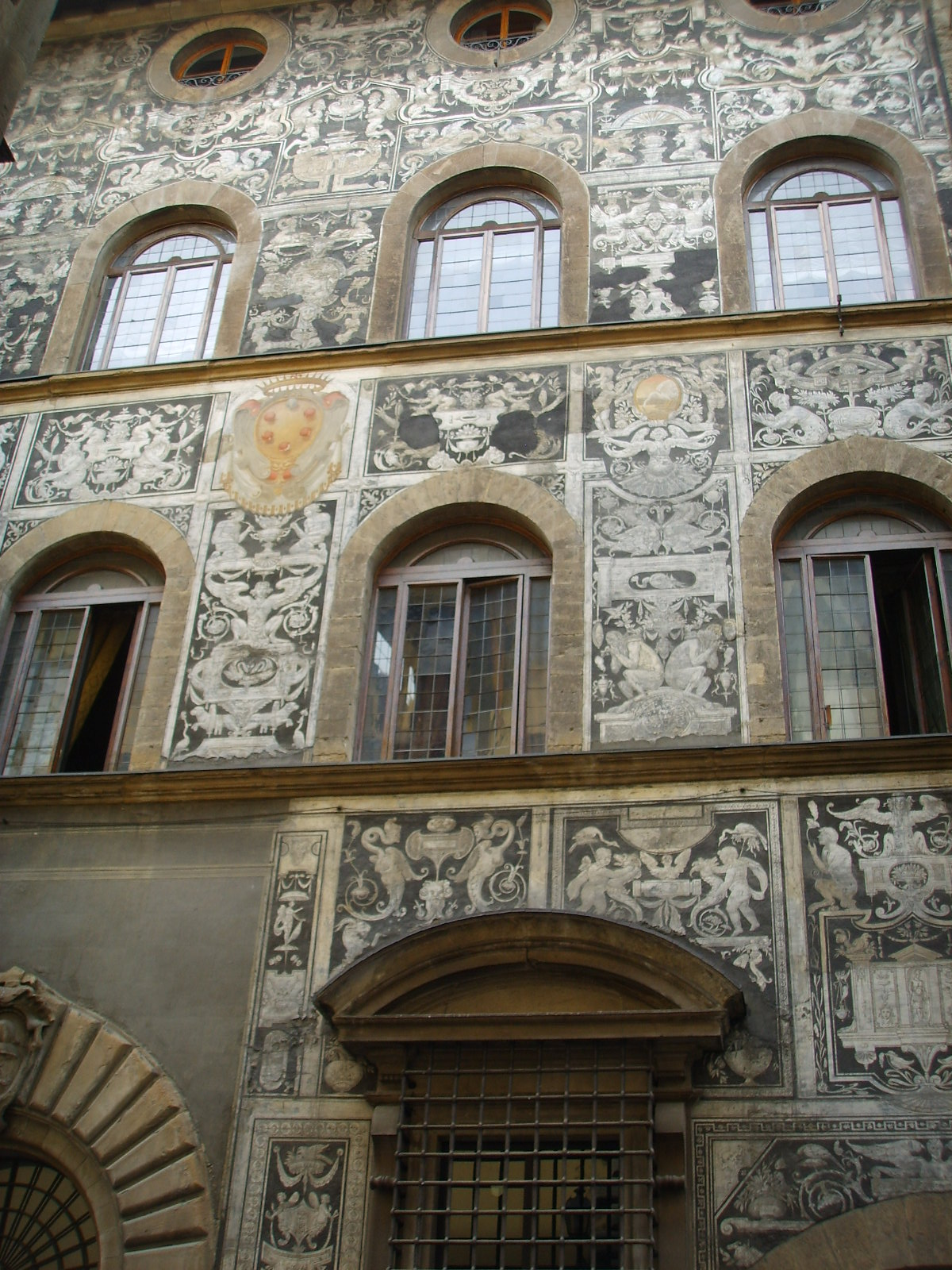
Vista parcial dos grafitos da fachada